# Sven Tumba Johansson
Sven Tumba Johansson (vl. jménem Sven Olof Gunnar Johansson, 27. srpna 1931, Tumba, Švédsko – 1. října 2011) byl vynikající švédský hokejista, úspěšně hrával také fotbal a golf. Pod jménem Tumba (podle místa narození) byl znám od padesátých let kvůli odlišení od dalších hráčů jménem Johansson.

## Hokejová kariéra
Celou svou hokejovou kariéru odehrál ve švédské lize za Djurgårdens IF. Tam působil 16 sezón (v letech 1950 až 1966), získal osm švédských titulů a třikrát byl nejlepším střelcem ligy. V roce 1957 se stal prvním evropským hráčem, který se zúčastnil tréninkového kempu týmu NHL (s Boston Bruins).
Byl dlouholetým členem švédské reprezentace, hrál na čtrnácti turnajích mistrovství světa a čtyřech olympiádách. Je trojnásobným mistrem světa a sedmým nejlepším střelcem v historii světového šampionátu (56 branek). Na olympiádě dosáhl se švédským národním týmem nejvýše na stříbro v roce 1964 a bronz v roce 1952. V reprezentaci působil také jako kapitán.

### Úspěchy a ocenění
Týmové
- 8násobný mistr Švédska (1954, 1955, 1958, 1959, 1960, 1961, 1962, 1963)
- 3násobný mistr světa (1953, 1957 a 1962)
- stříbrná medaile na ZOH 1964 v Innsbrucku
- bronzová medaile na ZOH 1952 v Oslo

Individuální
- 3násobný nejlepší střelec švédské ligy
- první Evropan v kempu týmu NHL (Boston Bruins 1957)
- 2násobný nejlepší útočník mistrovství světa (1957 a 1962)
- nejlepší střelec hokejového turnaje na ZOH 1964
- švédský rekordman v počtu reprezentačních gólů (186 branek v 245 utkáních)
- člen Síně slávy Mezinárodní hokejové federace

## Fotbalová kariéra
V polovině 50. let nastoupil k pěti mezinárodním utkáním v dresu Švédska. V roce 1959 vybojoval s Djurgårdenem švédský titul.

## Golfová kariéra
Po ukončení úspěšné hokejové a fotbalové kariéry se věnoval golfu jako hráč, návrhář golfových hřišť i funkcionář. Začátkem sedmdesátých let reprezentoval Švédsko na amatérském, později i profesionálním mistrovství. Zasloužil se o propagaci golfu ve Skandinávii a jeho rozšíření do Sovětského svazu. Stál u zrodu několika golfových turnajů (např. Scandinavian Masters v roce 1970, European Open v roce 1977, dětský Colgate Cup v roce 1969). V roce 1995 založil World Golfers Championship, amatérský turnaj s masovější účastí hraný v mnoha zemích.

## Jiné aktivity
V roce 1958 podepsal smlouvu se švédskou firmou Stiga, která jeho jméno použila pro propagaci svého výrobku, stolního hokeje.
Věnoval se také charitativním projektům. V roce 1981 založil Tumba Stipendium podporující handicapované sportovce, v roce 2006 pak Sven Tumba Education Fund podporující vzdělávání s cílem vymýcení negramotnosti.